# Chloé Caulier
Chloé Caulier (Ixelles, 18 de noviembre de 1996) es una deportista belga que compite en escalada. Ganó una medalla de plata en el Campeonato Europeo de Escalada de 2020, en la prueba de bloques.

## Palmarés internacional
| Campeonato Europeo | Campeonato Europeo | Campeonato Europeo | Campeonato Europeo |
| Año                | Lugar              | Medalla            | Prueba             |
| ------------------ | ------------------ | ------------------ | ------------------ |
| 2020               | Moscú (Rusia)      | Medalla de plata   | Bloques            |